# La vestale (Mercadante)
La vestale es una ópera en tres actos del compositor italiano Saverio Mercadante, con libreto en italiano de Salvatore Cammarano, basado en el libreto que Étienne de Jouy escribió para la ópera La vestale de Gaspare Spontini (estrenada en París en 1807), y que a su vez se inspiraba en Éricie, ou la Vestale de Joseph-Gaspard Dubois-Fontanelle y en textos de Johann Joachim Winckelmann . Fue estrenada en el Teatro San Carlo de Nápoles el 10 de marzo de 1840.

## Historia
Durante su estancia en París para el estreno de I briganti en 1836, Saverio Mercadante entra en contacto con nuevas experiencias estéticas y dramáticas, tanto en el ámbito de la ópera (La Grand’Opréra, especialmente la de Meyerbeer) como teatrales (las obras de Victor Hugo. Por eso, de regreso a Italia, Mercadante emprende una revolución operística en sus siguientes obras (Il giuramento, Le due illustri rivali, Elena da Feltre e Il bravo) en las que enriquece la orquestación (pero sin tapar las voces), enfatiza el drama, elimina cabaletas y repeticiones innecesarias y enriquece las escenas de conjunto eliminando los pasajes solistas que detienen la acción de estas.
Imbuido en esta nueva forma de entender el drama, en 1839 el compositor recibe una oferta de Domenico Barbaja, empresario del Teatro San Carlo de Nápoles, para componer una ópera para el año siguiente, dándole libertad de elección de argumento y solistas, además de concederle la exención de tener que acudir a las representaciones (algo importante teniendo en cuenta que Mercadante tenía otro compromiso con el Teatro La Fenice de Venecia para estrenar otra ópera allí, La solitaria delle Asturie, estreno que se produjo el 12 de marzo de 1840, solo 2 días después del de La vestale). Mercadante elige como argumento el libreto de la ópera La vestale de Spontini, que se había estrenado en París en 1807 y que había sido utilizado por compositores italianos al menos dos veces más (La vestale de Vincenzo Pucitta, estrenada en Londres en 1810, y La vestale de Giovanni Pacini, estrenada en Milán en 1823). Podía parecer una elección reaccionaria elegir un argumento neoclásico, pero tanto Mercadante como el libretista, Salvatore Cammarano, cambian notablemente el tono de la obra, haciéndolo más sombrío y melancólico, acorde con el gusto romántico, sustituyendo el final feliz de las versiones anteriores por otro trágico en el que los tres protagonistas mueren. El libreto además resulta novedoso por no dar ninguna aria a los dos protagonistas, pero sí a sus amigos, Publio y Giunia, dando así la sensación de que la ópera es contada por éstos, profundizando así en la reforma dramática del compositor Es esta la primera ópera reformista de Mercadante en emplear un tema clásico, tendencia que seguirá en años posteriores (en óperas como Orazi e Curiazi, Medea o Virginia), probablemente tanto porque el estilo más lento de las obras clásicas frente a la rapidez dramática de las románticas se adaptaba mejor al estilo del compositor como al hecho de que los argumentos clásicos podían pasar la férrea censura napolitana con más facilidad (aunque Virginia fallara en este propósito)
El estreno, que tuvo lugar el 10 de marzo de 1840, fue un gran éxito, gracias a la belleza de la música y de números como la profecía de Metello del segundo acto. De hecho, La vestale, se convirtió en una de las más exitosas óperas de su autor, contando con unas 150 producciones en el siglo XIX, sólo superada por Il giuramento. La ópera se representa en Roma el mismo año del estreno, 1840, y ya en 1841 se estrena en las principales ciudades italianas, como Palermo, Génova, Florencia, Venecia, Trieste, Milán o Turín. Fuera de Italia, se estrena en 1841 en Barcelona (en el Liceo se representará en 1852, Malta y París, en 1842 en Viena, Lisboa y Corfú, en 1844 en Berlín, en 1847 en Bucarest, en 1849 en Río de Janeiro, en 1855 en La Habana, Buenos Aires y Ciudad de México, en 1867 en Esmirna y en 1868 en Santiago de Chile. La ópera siguió representándose en Italia hasta finales del siglo XIX.
Tras el centenario de la muerte de Mercadante, en 1970, comenzaron a recuperarse algunas de sus óperas. Ese mismo año se representó La vestale en Civitavecchia y en Pistoia, representándose también en Split en 1987. La ópera se representó en 2004 en el festival de ópera de Wexford.

## Personajes
| Personaje                                                                               | Voz          | Elenco del estreno Director de orquesta: Antonio Farelli |
| --------------------------------------------------------------------------------------- | ------------ | -------------------------------------------------------- |
| Licinio Murena (cónsul)                                                                 | tenor        | Timoleone Barattini                                      |
| Decio (su hijo)                                                                         | tenor        | Domenico Reina                                           |
| Gran Vestale                                                                            | mezzosoprano | Anna Salvetti                                            |
| Emilia (vestal)                                                                         | soprano      | Adelina Spech                                            |
| Giunia (vestal)                                                                         | mezzosoprano | Luisa Buccini                                            |
| Publio (amigo de Decio)                                                                 | barítono     | Paul Barroilhet                                          |
| Lucio Silano (cónsul)                                                                   | bajo         | Giuseppe Benedetti                                       |
| Metello Pio (Archiflaminio)                                                             | bajo         | Pietro Gianni                                            |
| Vestales, flamines, senadores, guerreros, sacerdotes, centuriones, lictores, ciudadanos |              |                                                          |

## Argumento
La acción tiene lugar en la Antigua Roma.
Acto I La corona triunfal
Bosque sagrado
Las vestales, entre ellas Emilia y Giunia, están realizando sus plegarias matutinas. La gran vestal anuncia que tienen que ir a coronar a Decio, que ha retornado tras vencer a los galos. Emilia se sorprende al oírlo, ya que pensaba que Decio había muerto, pero la gran vestal le informa de que sólo había caído herido. Emilia, desesperada, le cuenta a su amiga Giunia que ella estaba enamorada de Decio, pero que al oír que había muerto buscó refugio entre las vestales; Giunia le insta a que ahora olvide esa historia de amor pasada (dúo: Ben ti compianto...ma di Vesta or sei). Las vestales parten para ver la procesión triunfal, y Emilia se debate entre la alegría de volver a ver a su amor y su deber, que le impide amar a un hombre bajo pena de muerte.
Foro
Se celebra el desfile triunfal. Decio se reencuentra con su padre Licinio, y está deseoso de ver a su amada. A la señal de Metello, la gran vestal señala que debe ser Emilia quien corone a Decio; es entonces cuando el general reconoce a la mujer que ama. Ella le cuenta lo ocurrido y él se siente morir; Publio, sabiendo su dolor, trata de contenerlo, pero Decio sabe que ha perdido a su amada para siempre. Cuando todos parten, Decio le pide a Publio que le ayude a raptar a Emilia; él se niega, ya que eso es un sacrilegio, y le dice que, si lo hace, dejará de ser su amigo. Decio lo acusa entonces de traidor, pero Publio le dice que hay otra opción, y se ofrece a guiarlo al interior del templo de Vesta por un subterráneo que él conoce (dúo: È la patria, è Roma, insano).
Acto II La llama sagrada
Interior del templo de Vesta
Giunia implora a la diosa Vesta que ayude a su amiga Emilia a no ceder al amor (aria: Se fino al cielo ascendere). La gran vestal le pide entonces a Emilia que vigile el fuego sagrado; si se apaga, Roma estaría en peligro y ella sería condenada a muerte. Una vez sola, Emilia le pide ayuda a la diosa para olvidar a Decio y lamenta su cruel destino. Llega entonces Decio; Emilia trata de alejarlo, pero él amenaza con suicidarse, y al final ella sucumbe (dúo: No, l'acciar non fu spietato). Entonces, el fuego, al no haber sido alimentado, se apaga. Publio entra entonces y se lleva a Decio, ya que si le encuentran allí a él ella estaría en mayor peligro. Llegan entonces las vestales y los sacerdotes; Metello hace detener a Emilia para que sea juzgada y, cuando ve que las vestales lamentan su suerte, les dice que se preocupen más por el peligro que corre Roma si la diosa Vesta quiere vengarse por la profanación (aria: Versate amare lagrime).
Bosque sagrado
Los cónsules Licinio y Lucio van a juzgar a Emilia; Metello pide que sean severos en el castigo. Cuando Emilia se reconoce culpable, Giunia trata de asumir ella la culpa, por lo que, para salvarla, Emilia confiesa que ama a alguien. Todos se escandalizan al saberlo, y quieren conocer la identidad del amante, pero Emilia se niega a revelarlo. Cuando los cónsules van a condenarla aparece Decio, quien confiesa su culpabilidad y pide clemencia para Emilia. Metello pide entonces que lo encarcelen, pero Publio sale en su defensa. Se decreta la pena de muerte para Emilia, por lo que Decio se prepara para reunir al ejército y atacar Roma.
Acto II El campo maldito
Atrio del palacio consular
Publio busca la piedad de Licinio y le confiesa que su hijo ha perdido la razón y se prepara para atacar Roma (aria: Egli il governo). Pero como no consigue cambiar su opinión, él mismo prepara el alzamiento.
Campo maldito
Todo está preparado para la ejecución de la sentencia; los sacerdotes acusan a Emilia de despertar la ira de Vesta, mientras las vestales lloran su suerte. Emilia se acerca a la tumba abierta delirando, creyendo que se dirige al altar para casarse con Decio, pero al final recobra la razón y se espanta al ver su destino. Metello pide que la sentencia se cumpla de inmediato, ya que las tropas de Decio avanzan, y la losa se cierra sobre Emilia. Llegan noticias de que Publio ha muerto en el combate, pero Decio consigue llegar hasta la tumba y, al enterarse de que Emilia ha sido ya encerrada, exige que abran la tumba. Licinio lo declara enemigo de la patria y Metello lo acusa de atacar a los dioses; Decio entonces va a atacar a Metello, pero Licinio se interpone para salvarlo, por lo que Decio se suicida para poder reencontrarse en la muerte con su amada.

## Estructura
- Sinfonia

Acto I
- N. 1 - Introducción Salve, o dea protettrice di Roma (Coro)
- N. 2 - Dueto Ben ti compianto...ma di Vesta or sei (Giunia, Emilia, Coro)
- N. 3 - Coro y Octetto Plauso al Duce vincitore - Quanto mi cinge...quanto m'appare (Decio, Emilia, Publio, Metello, Giunia, Gran Vestale, Licinio, Lucio, Coro)
- N. 4 - Dueto È la patria, è Roma, insano (Publio, Decio)

Acto II
- N. 5 – Aria Se fino al cielo ascendere (Giunia)
- N. 6 - Dueto No, l'acciar non fu spietato (Decio, Emilia)
- N. 7 - Aria Versate amare lagrime (Metello, Coro)
- N. 8 - Finale II Essa ignara io penetrai (Decio, Emilia, Publio, Metello, Giunia, Licinio, Lucio, Coro)

Acto III
- N. 9 - Aria Egli il governo (Publio, Licinio, Coro)
- N. 10 - Coro, Dueto y Finale Ah questa vittima - di infausto amore - Amica infelice!...orribile giorno!... - Emilia!... Ov'è? (Coro, Giunia, Emilia, Metello, Lucio, Decio, Licinio)

## Discografía
| Año  | Reparto (Emilia, Gran Vestale, Giunia, Decio, Publio)                            | Director de Orquesta | Sello discográfico |
| ---- | -------------------------------------------------------------------------------- | -------------------- | ------------------ |
| 1987 | Dunja Vejzovic, Dilka Dimitrova, Paola Romanò, Gianfranco Cecchele, Franco Sioli | Vjekoslav Sutej      | Bongiovanni        |
| 2004 | Doriana Milazzo, Danna Glaser, Agata Bienkowska, Dante Alcalá, David Damiani     | Paolo Arrivabeni     | Marco Polo         |